# Santana da Vargem
Santana da Vargem este un oraș în Minas Gerais (MG), Brazilia.